# Itsukaichi-Linie
| Triebzug der Baureihe E233 auf der Tama-Brücke |                   |                                 |                                 |
| |                   |                                 |                                 |
| Streckenlänge: | 11,1 km           |                                 |                                 |
| Spurweite: | 1067 mm (Kapspur) |                                 |                                 |
| Stromsystem: | 1500 V =          |                                 |                                 |
| Streckengeschwindigkeit: | 85 km/h           |                                 |                                 |
| Zweigleisigkeit: | nein              |                                 |                                 |
| |                   |                                 |                                 |
| Gesellschaft: | JR East           |                                 |                                 |
| \| \| 8,1 \| Tachikawa (立川) \| 1889– \| \| \| \| \| \| \| \| \| → Chūō-Hauptlinie \| \| \| \| 7,3 \| Musashi-Kaminohara (武蔵上ノ原) \| Musashi-Kaminohara (武蔵上ノ原) \| \| \| \| ← Ōme-Linie \| 1894– \| \| \| 6,0 \| Gōji (郷地) \| Gōji (郷地) \| \| \| 5,3 \| Musashi-Fukushima (武蔵福島) \| Musashi-Fukushima (武蔵福島) \| \| \| 4,6 \| Minami-Nakagami (南中神) \| Minami-Nakagami (南中神) \| \| \| 3,6 \| Miyazawa (宮沢) \| Miyazawa (宮沢) \| \| \| \| → Hachikō-Linie \| 1931– \| \| \| 3,0 \| Daijin (大神) \| Daijin (大神) \| \| \| 2,6 0,0* \| Musashi-Tanaka (武蔵田中) \| Musashi-Tanaka (武蔵田中) \| \| \| \| \| \| \| \| 1,5* \| Haijima-Tamagawa (拝島多摩川) \| Haijima-Tamagawa (拝島多摩川) \| \| \| 1,5 \| Minami-Haijima (南拝島) \| Minami-Haijima (南拝島) \| \| \| \| ← Ōme-Linie \| 1894– \| \| \| \| Abstellanlage Tachikawa \| \| \| \| \| ← Seibu Haijima-Linie \| 1968– \| \| \| 0,0 \| Haijima (拝島) \| 1894– \| \| \| \| ← Hachikō-Linie \| 1931– \| \| \| \| ← Ōme-Linie \| 1894– \| \| \| \| \| \| \| \| 1,1 \| Kumagawa (熊川) \| 1931– \| \| \| \| Tama-gawa \| \| \| \| 2,0 \| Musashi-Tamagawa \| Musashi-Tamagawa \| \| \| \| (武蔵多摩川) \| –1940 \| \| \| 3,5 \| Higashi-Akiru (東秋留) \| 1925– \| \| \| 5,7 \| Akigawa (秋川) \| 1925– \| \| \| 7,2 \| Musashi-Hikida (武蔵引田) \| 1930– \| \| \| 8,5 \| Musashi-Masuko (武蔵増戸) \| 1925– \| \| \| \| Signalstation Sannai \| –1982 \| \| \| 11,1 0,0* \| Musashi-Itsukaichi \| Musashi-Itsukaichi \| \| \| \| (武蔵五日市) \| 1925– \| \| \| 2,1* \| Ōguno (大久野) \| 1925–1982 \| \| \| 2,7* \| Musashi-Iwai (武蔵岩井) \| 1925–1971 \| |                   |                                 |                                 |
| | 8,1               | Tachikawa (立川)                | 1889–                           |
| |                   |                                 |                                 |
| Abzweig geradeaus und nach links · Kreuzung geradeaus oben |                   | → Chūō-Hauptlinie               | → Chūō-Hauptlinie               |
| Strecke · ehemaliger Haltepunkt / Haltestelle | 7,3               | Musashi-Kaminohara (武蔵上ノ原) | Musashi-Kaminohara (武蔵上ノ原) |
| Abzweig quer und nach rechts · Abzweig ehemals geradeaus und nach rechts |                   | ← Ōme-Linie                     | 1894–                           |
| Haltepunkt / Haltestelle (Strecke außer Betrieb) | 6,0               | Gōji (郷地)                     | Gōji (郷地)                     |
| Haltepunkt / Haltestelle (Strecke außer Betrieb) | 5,3               | Musashi-Fukushima (武蔵福島)    | Musashi-Fukushima (武蔵福島)    |
| Haltepunkt / Haltestelle (Strecke außer Betrieb) | 4,6               | Minami-Nakagami (南中神)        | Minami-Nakagami (南中神)        |
| Haltepunkt / Haltestelle (Strecke außer Betrieb) | 3,6               | Miyazawa (宮沢)                 | Miyazawa (宮沢)                 |
| Strecke von links · Kreuzung geradeaus unten (Strecke geradeaus außer Betrieb) |                   | → Hachikō-Linie                 | 1931–                           |
| Strecke · Haltepunkt / Haltestelle (Strecke außer Betrieb) | 3,0               | Daijin (大神)                   | Daijin (大神)                   |
| Strecke · Haltepunkt / Haltestelle (Strecke außer Betrieb) | 2,6 0,0*          | Musashi-Tanaka (武蔵田中)       | Musashi-Tanaka (武蔵田中)       |
| Strecke |                   |                                 |                                 |
| Strecke · Strecke (außer Betrieb) · Betriebs-/Güterbahnhof Streckenende (Strecke außer Betrieb) | 1,5*              | Haijima-Tamagawa (拝島多摩川)   | Haijima-Tamagawa (拝島多摩川)   |
| Strecke · Haltepunkt / Haltestelle (Strecke außer Betrieb) | 1,5               | Minami-Haijima (南拝島)         | Minami-Haijima (南拝島)         |
| Kreuzung geradeaus oben · Abzweig ehemals geradeaus und von rechts |                   | ← Ōme-Linie                     | 1894–                           |
| Strecke · Blockstelle |                   | Abstellanlage Tachikawa         | Abstellanlage Tachikawa         |
| |                   | ← Seibu Haijima-Linie           | 1968–                           |
| | 0,0               | Haijima (拝島)                  | 1894–                           |
| Abzweig quer und nach rechts · Abzweig geradeaus und nach rechts |                   | ← Hachikō-Linie                 | 1931–                           |
| Strecke quer · Abzweig geradeaus und nach rechts |                   | ← Ōme-Linie                     | 1894–                           |
| |                   |                                 |                                 |
| Haltepunkt / Haltestelle | 1,1               | Kumagawa (熊川)                 | 1931–                           |
| Brücke über Wasserlauf |                   | Tama-gawa                       | Tama-gawa                       |
| ehemaliger Haltepunkt / Haltestelle | 2,0               | Musashi-Tamagawa                | Musashi-Tamagawa                |
| Strecke |                   | (武蔵多摩川)                    | –1940                           |
| Bahnhof | 3,5               | Higashi-Akiru (東秋留)          | 1925–                           |
| Bahnhof | 5,7               | Akigawa (秋川)                  | 1925–                           |
| Haltepunkt / Haltestelle | 7,2               | Musashi-Hikida (武蔵引田)       | 1930–                           |
| Bahnhof | 8,5               | Musashi-Masuko (武蔵増戸)       | 1925–                           |
| ehemalige Blockstelle |                   | Signalstation Sannai            | –1982                           |
| | 11,1 0,0*         | Musashi-Itsukaichi              | Musashi-Itsukaichi              |
| Strecke (außer Betrieb) · Kopfbahnhof Streckenende |                   | (武蔵五日市)                    | 1925–                           |
| Haltepunkt / Haltestelle (Strecke außer Betrieb) | 2,1*              | Ōguno (大久野)                  | 1925–1982                       |
| Kopfbahnhof Streckenende (Strecke außer Betrieb) | 2,7*              | Musashi-Iwai (武蔵岩井)         | 1925–1971                       |

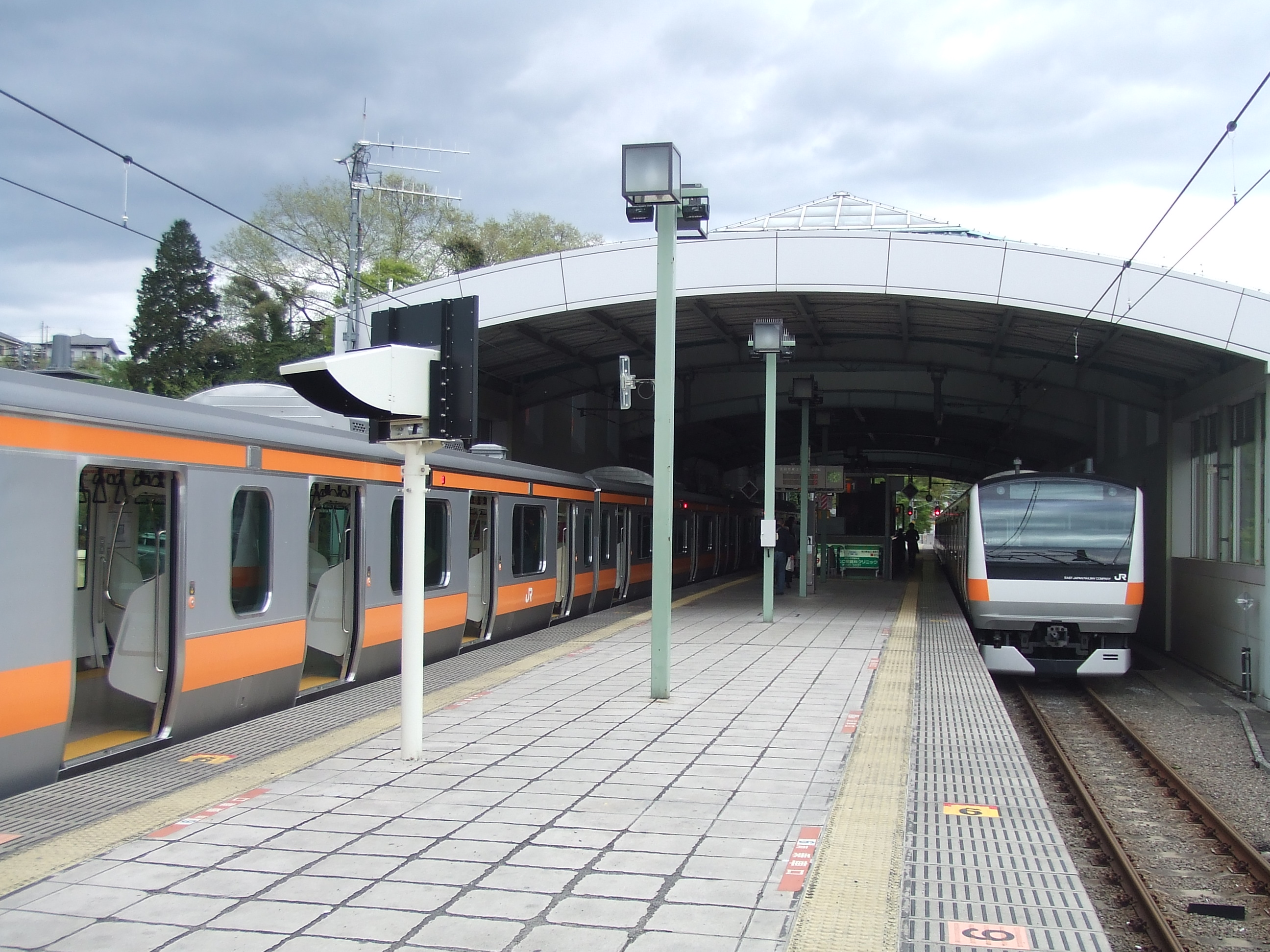
Bahnhof Musashi-Itsukaichi

Die Itsukaichi-Linie (jap. 五日市線 Itsukaichi-sen) ist eine Eisenbahnstrecke auf der japanischen Insel Honshū, die von der Bahngesellschaft JR East betrieben wird. Sie gilt als Zweigstrecke der Ōme-Linie und verbindet im Westen der Präfektur Tokio die Städte Akishima und Akiruno miteinander.

## Beschreibung
Die in Kapspur (1067 mm) verlegte Stichstrecke ist mit 1500 V Gleichspannung elektrifiziert. Sie ist durchgehend eingleisig und bedient sieben Bahnhöfe und Haltestellen, die zulässige Höchstgeschwindigkeit beträgt 85 km/h. Östlicher Ausgangspunkt ist der Bahnhof Haijima in der Stadt Akishima, wo die Strecke von der Ōme-Linie abzweigt. Ebenso kann dort von der Hachikō-Linie und von der Haijima-Linie umgestiegen werden. Die Itsukaichi-Linie verläuft zunächst nordwestwärts, wendet sich dann nach Westen und überquert den Fluss Tama. Dem Tal des Aki folgend erreicht sie nach 11,1 km die westliche Endstation Musashi-Itsukaichi in der Stadt Akiruno.

## Züge
Tagsüber verkehren Regionalzüge im Halbstundentakt, während der Hauptverkehrszeit alle 10 bis 20 Minuten. Hinzu kommen Eilzüge in der jeweiligen Lastrichtung. Morgens verkehren mehrere Kurse auf der Ōme-Linie weiter nach Tachikawa, vereinzelte sogar über Tachikawa hinaus auf der Chūō-Schnellbahnlinie nach Tokio (abends jeweils in umgekehrter Richtung). An Wochenenden gilt im Lokalverkehr ebenfalls ein Halbstundentakt. Aufgrund der großen touristischen Bedeutung der Stadt Akiruno werden an Wochenenden und Feiertagen zusätzlich die Holiday Rapid Akigawa angeboten. Diese Schnellzüge verkehren morgens dreimal mit wenigen Zwischenhalten von Tokio nach Musashi-Itsukaichi und abends zurück nach Tokio.

## Geschichte
Die private Bahngesellschaft Itsukaichi Tetsudō, ein zum Asano-Zaibatsu gehörendes Unternehmen, eröffnete am 21. April 1925 die 10,6 km lange Strecke zwischen Haijima und Musashi-Itsukaichi. In den ersten fünf Wochen gab es keine Verknüpfung mit dem übrigen Schienennetz, die östliche Endstation war nur temporär. Bereits am 15. Mai verlängerte die Itsukaichi Tetsudō ihre Strecke um einen halben Kilometer zum Bahnhof Haijima, wo Anschluss an die Ōme-Linie bestand, und riss die temporäre Station daraufhin ab. Am 20. September 1925 folgte die Eröffnung des 2,7 km langen Teilstücks von der Signalstation Sannai nach Mussashi-Sawai. Um dorthin zu gelangen, mussten Personenzüge in Musashi-Itsukaichi wenden, ein kurzes Stück zur Signalstation zurücksetzen und dort ihre Fahrt erneut in entgegengesetzter Richtung fortsetzen. Für Güterzüge entfiel dieses umständliche Verfahren, da sie Musashi-Itsukaichi nicht bedienten.
Im September 1929 begannen die Bauarbeiten am Abschnitt zwischen Haijima und Tachikawa. Dieser sollte einerseits den Transport von Zement und Kies erleichtern, andererseits eine direkte Verbindung zur Chūō-Hauptlinie herstellen. Nach nur zehnmonatiger Bauzeit konnte das 8,1 km lange Teilstück am 13. Juli 1930 in Betrieb genommen werden. Als letztes kam am 8. Dezember 1931 eine 1,5 km lange Zweigstrecke für den Güterverkehr zwischen Musashi-Tanaka und Haijima-Tamagawa hinzu. Am 3. Oktober 1940 fusionierte die Itsukaichi Tetsudō mit der Nambu Tetsudō, die ebenfalls zum Asano-Zaibatsu gehörte.

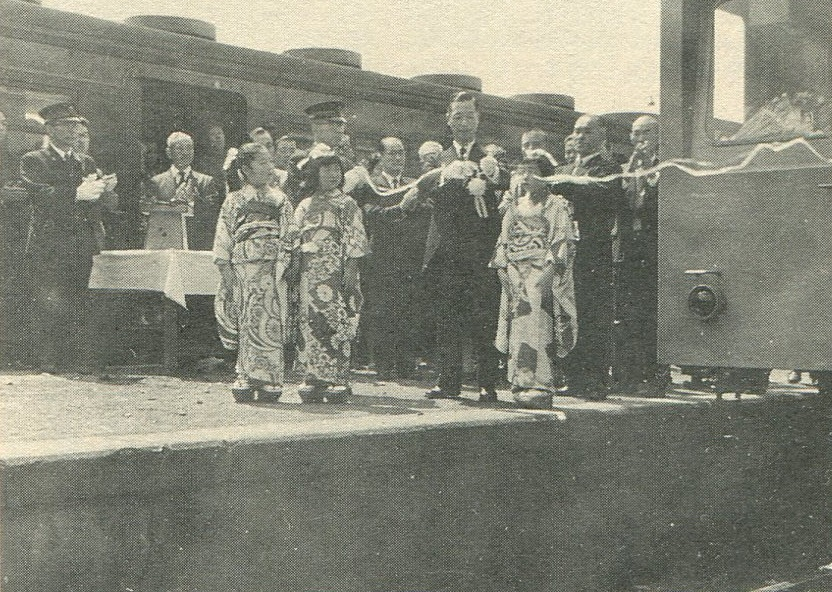
Festakt aus Anlass der Elektrifizierung (17. April 1961)

Während des Pazifikkriegs strebte der japanische Staat danach, verschiedene Privatbahnen von strategisch wichtiger Bedeutung, die nach der ersten Verstaatlichungswelle von 1906/07 entstanden waren, unter seine Kontrolle zu bringen. Entsprechend einer 1941 erlassenen Verordnung waren insgesamt 22 Bahngesellschaften davon betroffen, darunter die Nambu Tetsudō, die am 1. April 1944 in staatlichen Besitz überging. Das nun zuständige Verkehrs- und Kommunikationsministerium legte das Teilstück Tachikawa–Haijima mitsamt der Zweigstrecke nach Haijima-Tamagawa am 11. Oktober 1944 still. Dieser Abschnitt verlief in geringer Entfernung zur Ōme-Linie und das Ministerium war der Ansicht, dass die Schienen und Fahrzeuge andernorts viel dringender benötigt würden.
Die Japanische Staatsbahn elektrifizierte am 17. April 1961 den verbliebenen Rest der Itsukaichi-Linie. Aufgrund deutlich gesunkener Nachfrage legte sie am 1. Februar 1971 den Abschnitt zwischen Ōguno und Musashi-Iwai komplett still, ebenso den Personenverkehr zwischen Musashi-Itsukaichi und Ōguno. Der Güterverkehr auf der Ōguno-Zweigstrecke hielt weitere elf Jahre, wurde aber am 15. November 1982 ebenfalls eingestellt. Im Rahmen der Staatsbahnprivatisierung ging die Itsukaichi-Linie am 1. April 1987 in den Besitz der neuen Gesellschaft JR East über.

## Liste der Bahnhöfe
| Name | Name                            | km   | Anschlusslinien                             | Lage   | Ort      |
| ---- | ------------------------------- | ---- | ------------------------------------------- | ------ | -------- |
| JC55 | Haijima (拝島)                  | 00,0 | Hachikō-Linie Ōme-Linie Seibu Haijima-Linie | Koord. | Akishima |
| JC81 | Kumagawa (熊川)                 | 01,1 |                                             | Koord. | Fussa    |
| JC82 | Higashi-Akiru (東秋留)          | 03,5 |                                             | Koord. | Akiruno  |
| JC83 | Akigawa (秋川)                  | 05,7 |                                             | Koord. | Akiruno  |
| JC84 | Musashi-Hikida (武蔵引田)       | 07,2 |                                             | Koord. | Akiruno  |
| JC85 | Musashi-Masuko (武蔵増戸)       | 08,5 |                                             | Koord. | Akiruno  |
| JC86 | Musashi-Itsukaichi (武蔵五日市) | 11,1 |                                             | Koord. | Akiruno  |